# Miltochrista vetusta
Miltochrista vetusta là một loài bướm đêm thuộc phân họ Arctiinae, họ Erebidae.